# Микола Яросевич
Микола (Николай) Яросевич  (1873, с. Бедриківці, Заліщицький повіт, Королівство Галичини та Володимирії, Австро-Угорщина — 1957, Львів, УРСР) — український греко-католицький священник, в'язень Талергофу (1914–1915), капелан УСС та УГА, батько Ірени Яросевич (артистичний псевдонім Рената Богданська).

## Життєпис
Микола Яросевич народився у 1873 році в селі Бедриківці, Заліщицького повіту Королівства Галичини та Володимирії.
У 1897 році висвячений у священника. З 1897 по 1898 рік — парох села Річка, Косівського повіту. Був парохом у селі Старий Косів з 1898 до 1903, в Коломиї з 1903 до 1905 року. У 1905 році був священником села Сапогів та Бринь біля Галича, Станиславівський повіт.
Був ув'язнений у Талергофі з 1914 до 1915 року. Після чого був переведений до Відня де також був ув'язнений до 1916 року.
Служив капеланом з 1916 до 1917 року в австрійській армії у місті Фройденталь, тепер Брунталь у Чехії, де й народилися найменша донька Ірена. 
Напередодні розпаду Австро-Угорщини та проголошення Західно-Української Народної Республіки родина Яросевичів повернулася на рідне Прикарпаття, де о. Микола був капеланом Легіону Українських Січових Стрільців та УГА у Коломиї з 1918 по 1919 рік. 
З 1919 по 1925 рік року знову служив парохом у селах Сапогів та Бринь біля Галича. 
З 21 січня 1925 до 1944 року о. Микола Яросевич служив капеланом психіатричної лікарні на Кульпаркові. 
У 1945-1957 роках був священником Церкви святого Миколая у Львові.
Помер о. Микола Яросевич у 1957 році в Львові, похований на Личаківському цвинтарі поле №32.

## Сім'я

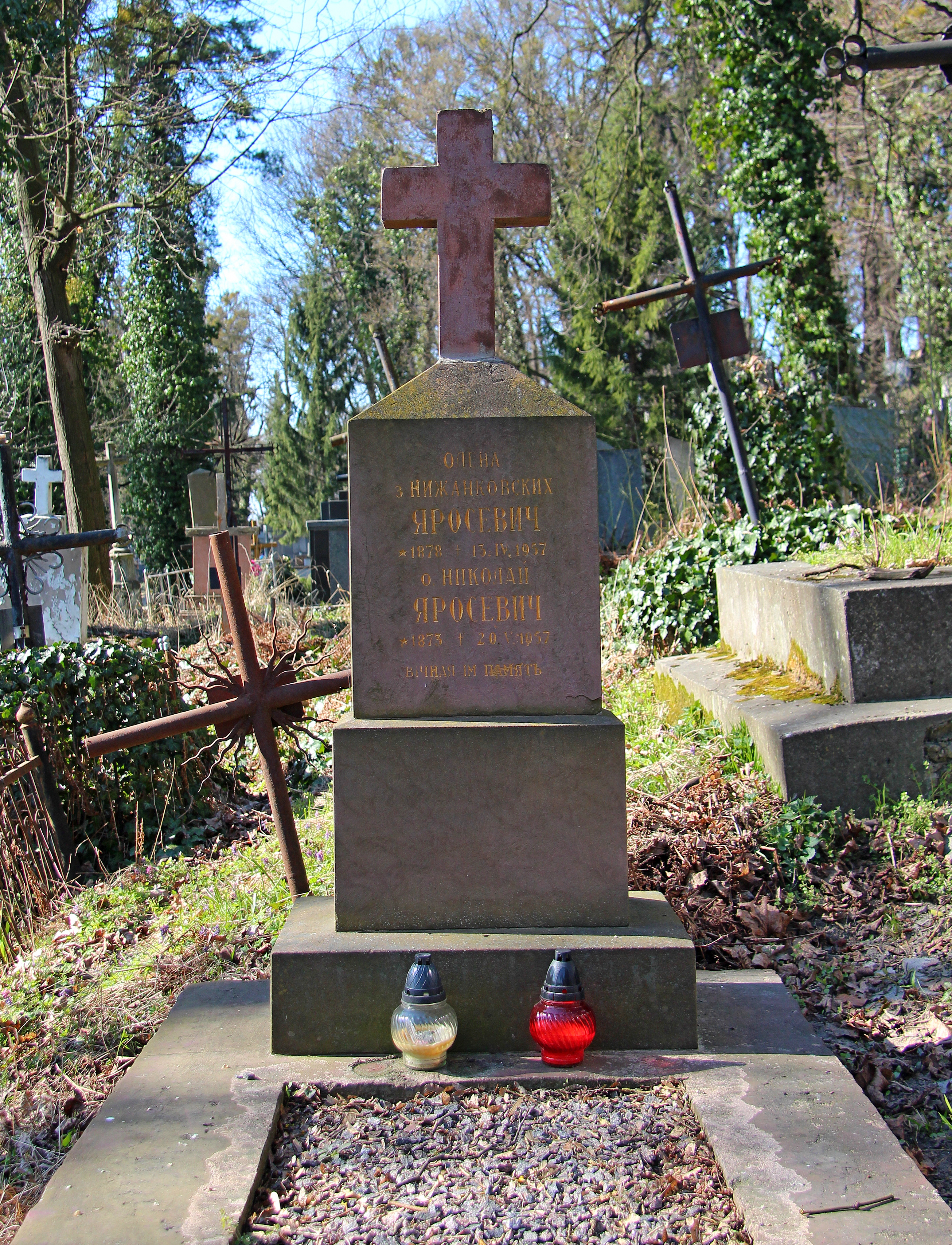

Був одружений з Оленою Нижанківською, рідною сестрою визначного українського диригента, композитора та громадсько-політичного діяча Остапа Нижанківського, якого поляки розстріляли у 1919 році. У подружжя було п'ятеро дітей. Своїх дітей Микола Яросевич виховував у патріотичному дусі. Всі вони належали до ПЛАСТу.
- Дарія Яросевич (Роберт; 1898—1978)[9]
- Тетяна Яросевич (Котик, Степанович; 1904—?)[10]
- Анатоль «Только» Ярошевич (5 лютого 1909 — 11 грудня 1982, Нью-Йорк) — був пластуном у курені «Чорноморці», де товаришував з Романом Шухевичем та Степаном Бандерою[11]. Брав участь у націоналістичній агітації на Волині[12].
- Ірена Яросевич (Боруцька, Андерс; 12 травня 1917 — 29 листопада 2010) — польська естрадна співачка, театральна акторка та кіноакторка, капітан польської армії. Її донька Анна-Марія Андерс — держсекретар в Канцелярії Голови Ради Міністрів РП з питань міжнародного діалогу, голова Ради охорони пам'яті боротьби і мучеництва.
- Степан Яросевич (1923—1944) — загинув в УПА[13].